# Rasa, Călărași
Rasa este un sat în comuna Grădiștea din județul Călărași, Muntenia, România.